# Драган Ј. Вучићевић
Драган Вучићевић (Мост, 9. октобар 1973) српски је новинар, предузетник и ТВ водитељ. Уредник је и власник листа Информер, док је раније уређивао Прес.

## Биографија
Рођен је 9. октобра 1973. у Мосту, у Чехословачкој Социјалистичкој Републици, у којем је и одрастао до почетка основношколског образовања, када се вратио у Србију. Родом је из западне Србије, из Ивањице, село Шареник, одакле му је био отац Јоле, по коме и носи средње слово Ј. Његова породица припада ивањичком братству Пирловић. Мајка му је из села Бреково у општини Ариље. Дипломирао је новинарство на Факултету политичких наука Универзитета у Београду.
У почетку је радио у дневним листовима Политика, Блиц, Глас јавности и Демократија — новинама Демократске странке. Крајем 1990-их, док је радио за Глас јавности, Марко Милошевић, син Слободана Милошевића, претио му је да ће га убити због текста о рођењу сина Марка.
Док је радио као новинар за лист Демократија 1997. је испред групе грађана поднео документацију за кандидатуру за председника СР Југославије, који се бирао у Савезној скупштини. На ванредном заседању Скупштине Југославије, коме је он присуствовао као новинар, одлучено је да једини кандидат који задовољава услове за избор Слободан Милошевић. Због тога што му је кандидатура одбијена, изјавио је да ће поднети жалбу Уставном суду, јер је по његовим речима он у законском року прикупио и поднео комплетну документацију коју прописује Закон и избору и смени председника СРЈ, али да му је виша референткиња рекла да су му сви документи осим текста иницијативе са потписима грађана и изјаве о прихватању кандидатуре непотребна. Није познат даљи исход и ток тужбе.
Током 2000-их је био међу оснивачима листова Национал, Курир и Прес, где је такође и радио. Национал је привремено забрањен након атентата на Зорана Ђинђића.
У мају 2012. основао је новине Информер, познат по сензационалистичком и пристрасном извештавању, често фаворизовању власти и блаћењу опозиције, независних медија, невладиних организација и других наводних непријатеља режима и владајуће Српске напредне странке и председника Александра Вучића.
На ТВ Пинк је једно време био водитељ емисије Тешка реч, која је укинута око 2016.
Године 2021. осуђен је за увреду новинарке  телевизије  N1 Жаклине Таталовић, казном од 200.000 динара. Године 2023. осуђен је за клевету и добио је казну од 200.000 динара или шестомесечну затворску казну због вређања Југослава Ћосића, тадашњег директора телевизијске станице N1.
Дана 31. маја 2023. је са колегама основао ТВ канал Информер, у коме он води емисију Колегијум.
Има шесторо деце, петоро синова и једну ћерку.